# Procleomenes malayanus
Procleomenes malayanus là một loài bọ cánh cứng trong họ Cerambycidae.